# 항저우 웨스트 레일웨이 스테이션 허브 타워 1
항저우 웨스트 레일웨이 스테이션 허브는 중국 항저우에 공사중인 마천루이다. 기차역 근처에 건설될 대규모 초고층 빌딩 단지이며 맨 꼭대기 층에는 헬기 착륙장이 설치된다.

## 같이 보기
- 아오첸 포춘 플라자